# Kjærlighet paa pinde
Kjærlighet paa pinde – sommerspøk i 4 akter, även Kjærlighet på pinde, är en norsk stumfilm (komedi) från 1922. Filmen regisserades av Erling Eriksen, som också skrev manus. Ii huvudrollen som Alexander Snobman ses August Schønemann. Filmen är Eriksens första och enda filmregi. Fotograf var Erling Knudsen och filmen producerades och distribuerades av Skandinavisk film-central. Den hade premiär den 4 september 1922 i Norge.

## Handling
Alexander Snobman är son till stadens rikaste korvfabrikör. Han bor i villa Vintervei med utsikten över fjorden. I grannvillan tillbringar den unge ingenjören Philip Helt sin sommarferie. De unga herrarna är båda intresserade av den unga dansaren Eva Sommer. Snobman träffar Eva en dag i skogen och försöker presentera sig själv, vilket misslyckas. Han blir då våldsam och Eva skriker på hjälp. Philip befinner sig i närheten och rusar till platsen. Han oskadliggör Snobman och tar emot Evas tacksamhet. Eva och Philip inleder en bekantskap som blir till stor glädje för dem båda. Alexander har inte gett upp hoppet om Evas gunst och gör ytterligare försök, dock utan framgång.

## Rollista
- August Schønemann – Alexander Snobman
- Ellen Sinding – Eva Sommer, dansare
- Conrad Arnesen – Philip Helt, ingenjör